# Stekelharig kransblad
Het stekelharig kransblad (Chara hispida) is een kranswier uit de familie Characeae.

## Kenmerken
De hoofdas is grijsgroen, fors, tot 2,5 mm dik, meestal met een dikke laag kalk bedekt. De schors is diplostich, meestal aulacanth of isostich, vaak met duidelijke torsie. De stekels zijn bovenaan talrijk en onderaan afwezigen staan met 2-3 bij elkaar. Stipulae zij tot 1,5 mm lang, dun, spits, uitstaand. Oösporen zijn tot 0,7 mm lang en 0,45 mm breed. Het oösporenmembraan is glad.

## Voorkomen
In Nederland komt het zeldzaam voor. Het staat niet bedreigd en staat niet op de rode lijst.